# Dying Light (seria)
Dying Light – seria survival horrorowych gier komputerowych wydawana przez polską firmę Techland. Główną tematyką gier z serii są starcia ocalałych od epidemii ludzi z zombie.

## Lista gier serii
- Dying Light (2015)
- Dying Light 2 (2022)

### Spin-offy
- Dying Light: Bad Blood – samodzielny dodatek do gry Dying Light opublikowany we wrześniu 2018 we wczesnym dostępie. Premiera gry miała odbyć się w 2019 roku[5].